# Komórki Alzheimera
Komórki Alzheimera – postacie zwyrodniałych komórek astrogleju. Nie są związane z chorobą Alzheimera.

## Komórki Alzheimera typu I
Komórki Alzheimera typu I charakteryzują się obfitą, kwasochłonną cytoplazmą, zawierającą niewielkie ziarnistości w ciele komórki oraz wypustkach. Jądro jest duże, zawiera jąderko i obfituje w chromatynę.
Występowanie:
- choroba Wilsona
- encefalopatie wątrobowe
- choroby przebiegające z uszkodzeniem metabolizmu cukrów

## Komórki Alzheimera typu II
Komórki Alzheimera typu II zawierają duże, ubogochromatynowe jądro o wyraźnej, niekiedy pofałdowanej błonie, zawierające jedno lub dwa jąderka. Cytoplazma komórki nie jest widoczna, zawiera małą ilość organelli („nagie jądro”). Zwykle są GFAP-negatywne, ale immunododatnie dla białka S-100.
Ujawniają się w ośrodkach istoty szarej mózgu, pnia mózgu i móżdżku.
Występowanie:
- choroba Wilsona
- encefalopatie wątrobowe
- zaburzenia krążenia[2]